# Кагукало Григорій Іванович
Кагукало Григорій Іванович (*17 листопада 1899 — † після 1973) — козак 1-ї бригади Запорозької дивізії Армії УНР.

## Життєпис
Народився у Новозибкові Чернігівської губернії. Навчався у Новозибківській та Олександрівській (Херсонщина) гімназіях.
З 1919 року в українському війську. Брав участь у визволенні Одеси.
По завершені збройної боротьби інтернований у польському таборі Вадовиць, звідки втік до Чехословаччини.
У 1927 році закінчив лісовий відділ агрономічно-лісового факультету УГА у Подєбрадах.

## Нагороди
- Лицар Воєнного хреста та Хреста Симона Петлюри.